# Augustastraße 18a (Neustrelitz)

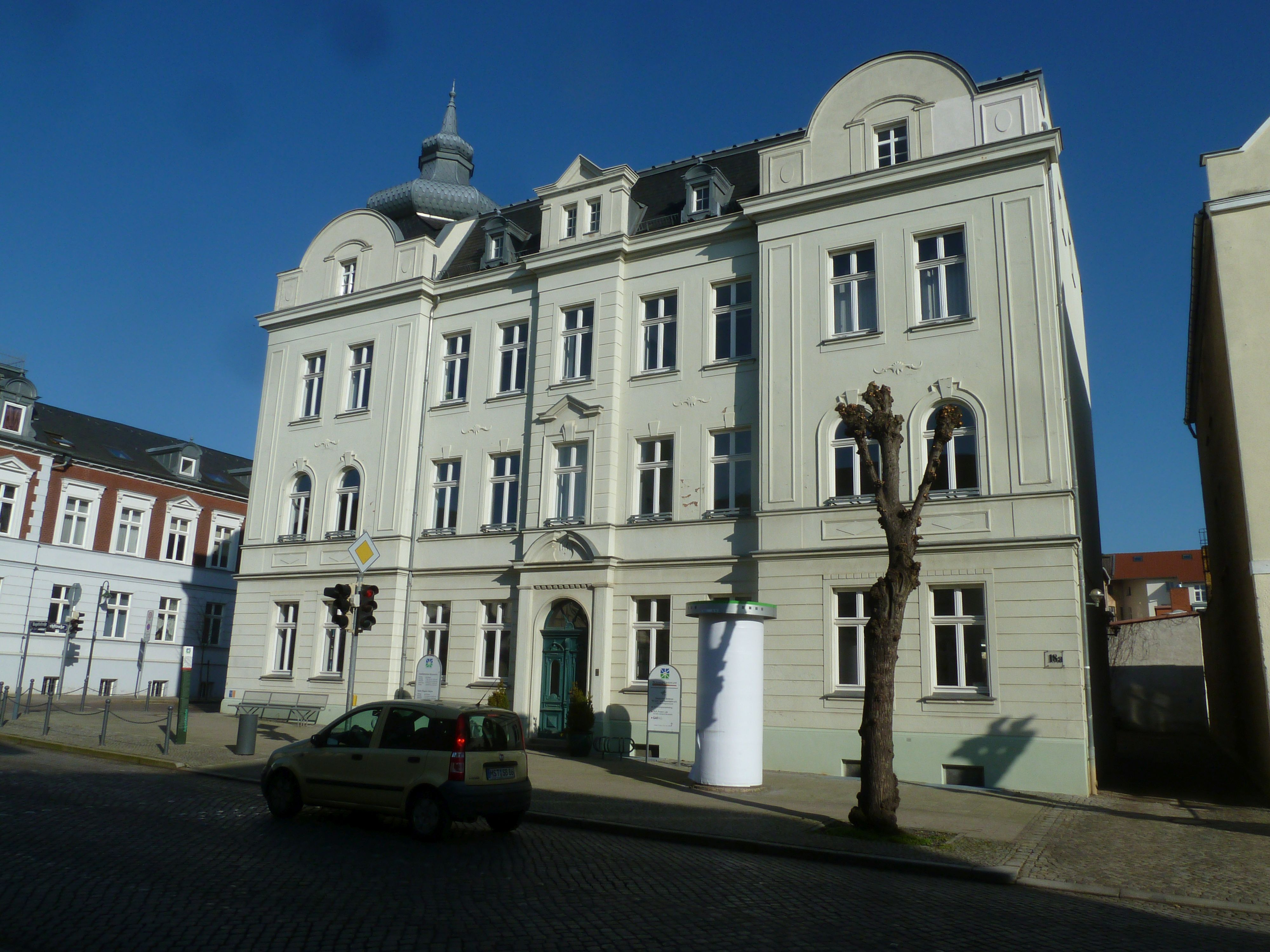

Das Wohn- und Bürohaus Augustastraße 18a in Neustrelitz (Mecklenburg-Vorpommern) an der Ecke zur Elisabethstraße stammt aus dem 19. Jahrhundert. Das Gebäude steht unter Denkmalschutz.

## Geschichte
Das dreigeschossige, verputzte, historisierende Eckgebäude in L-Form mit Fassadenelementen im Stil der Gründerzeit, mit der markanten Eckausbildung mit einem Kuppeldach, einer kleinen Turmspitze und den verschiedenen Giebelrisaliten wurde im 19. Jahrhundert gebaut. Hier war das ehemalige Hotel Mahncke. 1945 diente das Haus zunächst der Standortkommandantur der sowjetischen Roten Armee.
Im Rahmen der Städtebauförderung wurde das Gebäude 1991/93 saniert für die Stadtbibliothek (bis 2015), Büroflächen und sechs Wohnungen. Das früher private Karbe-Wagner-Archiv von 1956 der Heimatforscher Walter Karbe (1877–1956) und Annalise Wagner (1903–1986) hat hier ein Büro; das Archiv kam 1972 in staatlichen Besitz. Seit 2015 ist das Archiv im Kulturquartier Mecklenburg-Strelitz, Schlossstraße 12/13. Das Deutsche Zentrum für Luft- und Raumfahrt (DLR) unterhält hier die DLR-School.
An der Augustastraße stehen eine Reihe repräsentativer zwei- und dreigeschossiger Wohnhäuser.